# Арнд Пайффер
Арнд Пайффер (нім. Arnd Peiffer) — німецький біатлоніст, олімпійський чемпіон та медаліст, п'ятиразовий чемпіон світу.
Золоту олімпійську медаль та звання олімпійського чемпіона Пайффер виборов у спринтерській гонці на Олімпіаді 2018 року в Пхьончхані. Крім того у нього є естафетне срібло Олімпіади в Сочі. 
Золоту медаль чемпіона світу Арнд здобув у складі  збірної Німеччини у змішаній естафеті на чемпіонаті світу 2010 у Ханти-Мансійську.

## Перемоги на етапах Кубка світу
| Дата            | Місце           | Країна | Дисципліна |
| --------------- | --------------- | ------ | ---------- |
| 26 березня 2009 | Ханти-Мансійськ | Росія  | Спринт     |
| 23 січня 2010   | Антерсельва     | Італія | Спринт     |
| 4 лютого 2011   | Преск-Айл       | США    | Спринт     |

## Статистика
У таблиці наведено статистику виступів біатлоніста в Кубку світу.
- Місця 1–3: кількість подіумів
- Чільна 10: кількість фінішів у першій десятці
- В очках: кількість виступів, на яких біатлоніст здобував очки
- Старти: кількість стартів
- Естафета: включно зі змішаною

| Місця                     | Індивід. | Спринт | Персьют | Мас-старт | Естафета | Разом |
| ------------------------- | -------- | ------ | ------- | --------- | -------- | ----- |
| 1                         |          | 6      | 2       |           | 8        | 16    |
| 2                         |          | 4      | 6       | 2         | 14       | 26    |
| 3                         |          | 7      |         |           | 14       | 21    |
| Чільна 10                 | 3        | 41     | 29      | 22        | 54       | 149   |
| В очках                   | 23       | 83     | 65      | 39        | 54       | 264   |
| Стартів                   | 27       | 91     | 70      | 39        | 54       | 281   |
| Станом на: 27 грудня 2018 |          |        |         |           |          |       |